# Conflicto en Somalia
El conflicto en Somalia, denominado históricamente como la guerra civil somalí, es un conflicto bélico intraestatal en Somalia que data de 1991. El conflicto causó desestabilización e inestabilidad a lo largo del país, con la actual fase del conflicto siendo testigo de cómo el gobierno somalí pierde el control sustancial del Estado ante las fuerzas rebeldes.
Desde 2006 a 2009, la Fuerza de Defensa Nacional de Etiopía fue involucrada en el conflicto. El gobierno Africano declaró estado de emergencia en junio de 2009, solicitando apoyo internacional de manera inmediata, y la intervención militar de estados vecinos de África Oriental.

## Caída de Siad Barre (1986-1992)

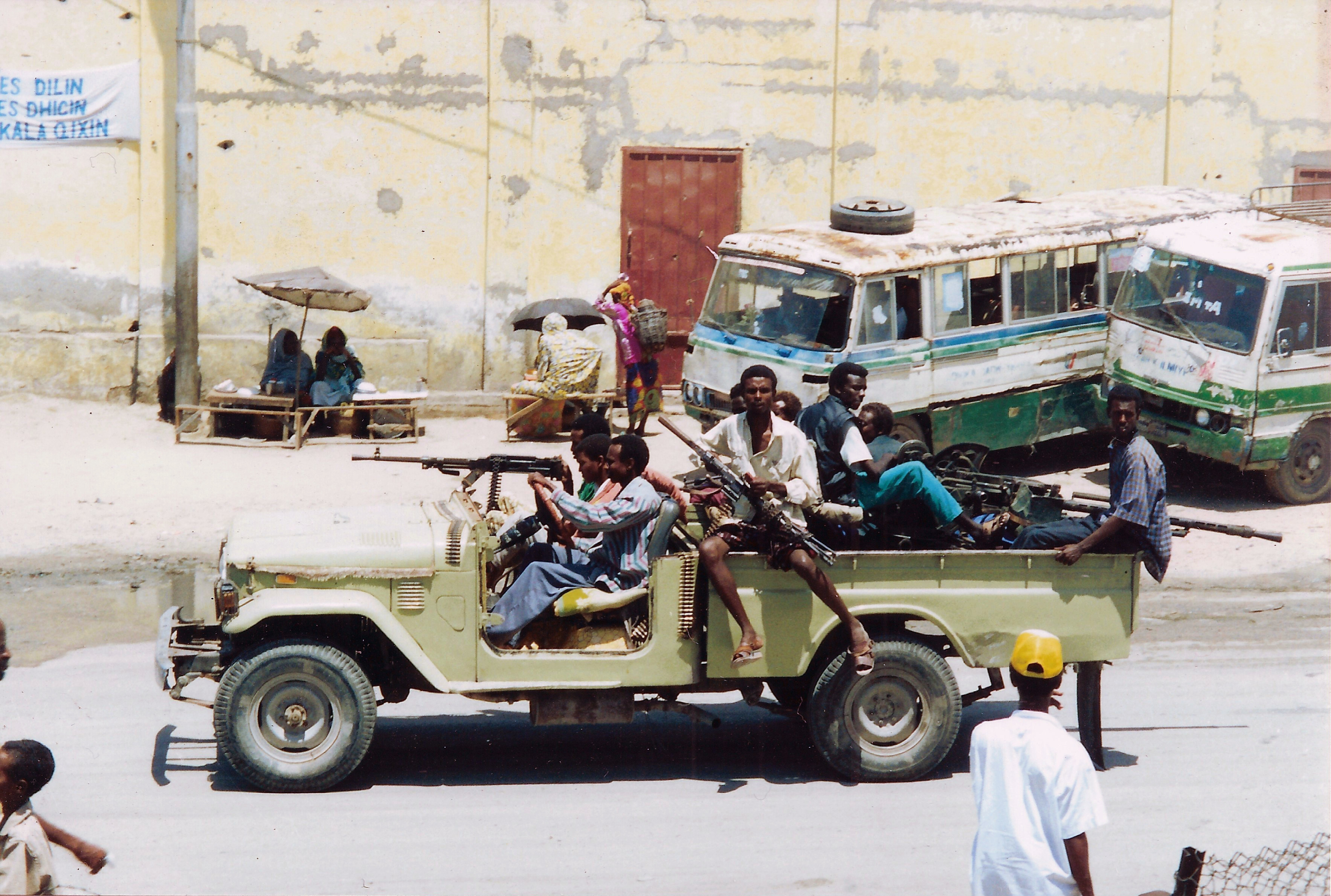
Milicias armadas en Mogadiscio, 1993.

La primera fase de la guerra civil se desarrolló a raíz de las insurrecciones contra el régimen represivo de Siad Barre. Después de su derrocamiento del poder el 26 de enero de 1991, se produjo una contra-revolución para tratar de restablecerle como líder del país. 
La cada vez más violenta y caótica situación devino en una crisis humanitaria y un estado fallido. 
Posteriormente durante 1991, la región de Somalilandia se declaró independiente, buscando aislarse de los violentos combates que se desarrollaban en el sur, aunque su soberanía no fue oficialmente reconocida por la comunidad internacional. La misma abarca la sección noroeste del país (entre Yibuti y el noreste de la zona conocida como Puntland).

## Intervención de lasNaciones Unidas(1992-1995)

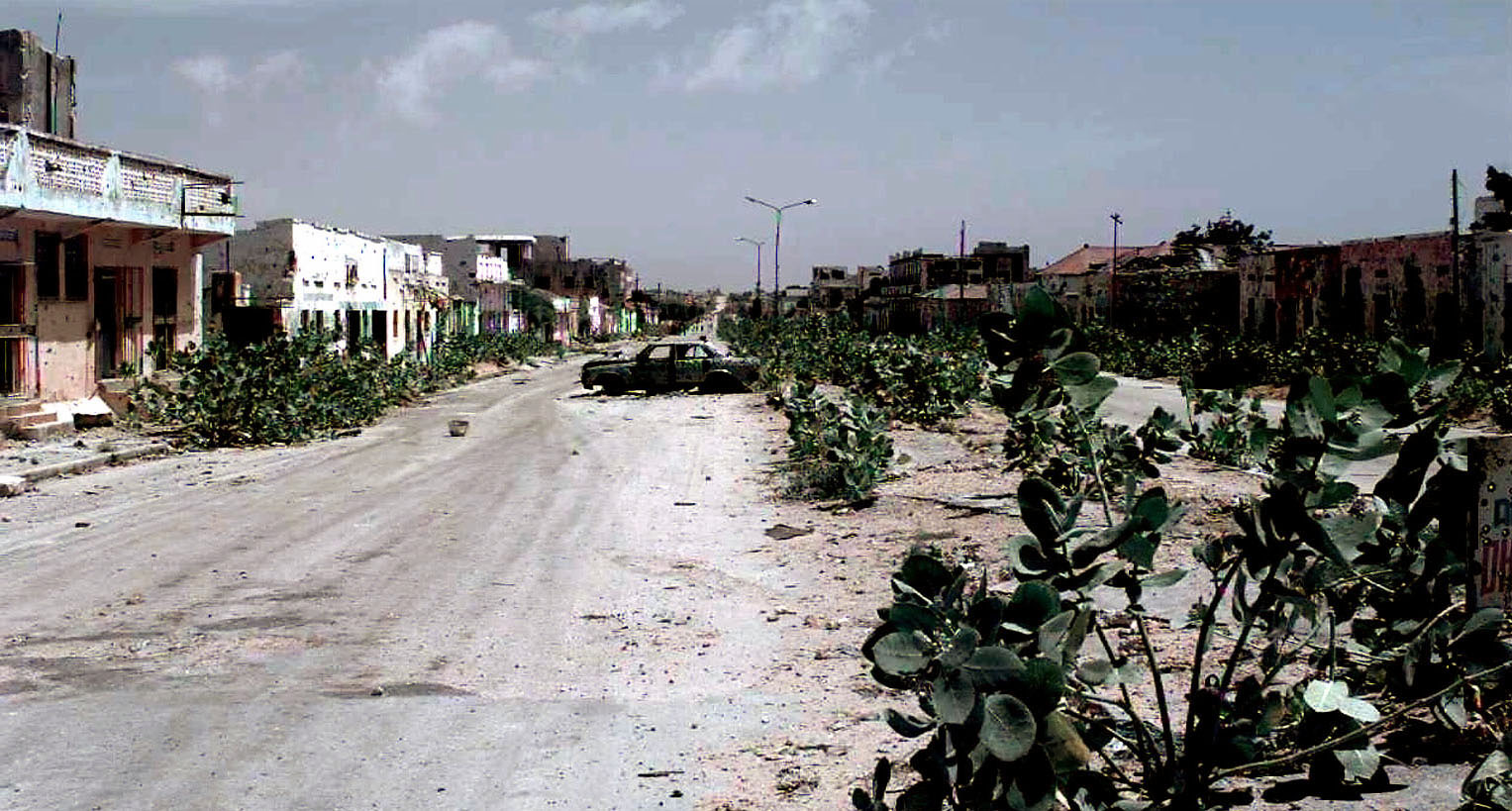
Una calle abandonada de Mogadiscio, enero de 1993.

Las resoluciones 733 y 746 del Consejo de Seguridad de la ONU condujeron a la creación de UNOSOM I, la primera misión para proveer ayuda humanitaria y colaboración para restablecer el orden en Somalía luego de la disolución de su gobierno central.
La resolución 794 del Consejo de Seguridad de la ONU fue aprobada por unanimidad el 3 de diciembre de 1992. Mediante la misma se aprobó la formación de una coalición de fuerzas de paz de las Naciones Unidas lideradas por Estados Unidos e Italia llamada UNITAF, la que tenía la tarea de asegurar que la ayuda humanitaria fuera distribuida en el país y que se restableciera la paz en Somalia. Las tropas humanitarias de la ONU desembarcaron en 1993 y comenzaron sus operaciones durante un período que duró dos años (principalmente en la zona sur) para mitigar las condiciones de hambruna.

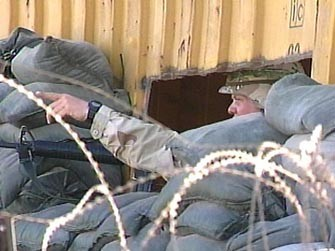
Un soldado norteamericano apostado en la entrada del puerto de Mogadiscio intentando identificar la ubicación de un francotirador (enero de 1994).

Los críticos al rol desempeñado por Estados Unidos remarcan que "muy poco tiempo antes de que el presidente pro norteamericano Mohamed Siad Barre fuera derrocado en 1991, se habían concedido derechos de exploración petrolera sobre dos tercios del territorio a las compañías Conoco, Amoco, Chevron y Phillips. Conoco incluso llegó al extremo de ceder sus oficinas corporativas en Mogadiscio a la embajada de Estados Unidos unos pocos días antes de que desembarcaran los marines; las oficinas sirvieron de sede temporal para el primer enviado especial de la administración Bush a la zona." El comentario, escéptico sobre las razones declaradas de la intervención, enfatizaba que más que un gesto puramente humanitario, en realidad los Estados Unidos se estaban involucrando para tomar el control de las concesiones petroleras. Somalia no posee reservas comprobadas de petróleo, pero se especula que podrían existir reservas de agua fuera de Puntland. La exploración petrolera continúa siendo un tema de controversia. El Gobierno Federal de Transición ha alertado a los inversores de que se abstengan de cerrar acuerdos hasta que se restablezcan la estabilidad en el país.
Entre junio y octubre se desarrollaron varias batallas en Mogadiscio entre milicias y pistoleros locales y las tropas del cuerpo de paz. Como consecuencia de estas batallas murieron 24 soldados pakistaníes y 19 estadounidenses cayeron, además 73 resultaron heridos 1 capturado durante la Batalla de Mogadiscio. Unos mil milicianos somalíes murieron durante esa batalla. El incidente sirvió de inspiración para el libro Black Hawk Down, y la película homónima. Las Naciones Unidas se retiraron el 3 de marzo de 1995, después de haber sufrido una cantidad adicional importante de bajas.

## División de Somalia (1998-2006)
Durante el período comprendido desde 1998 hasta el 2006 aparecieron varios autoproclamados Estados autónomos dentro de Somalia. A diferencia de lo que sucedió con Somalilandia, si bien todos estos movimientos buscaban autonomía, ninguno realizó proclamas independentistas.
El autoproclamado Estado de Puntlandia declaró una independencia "temporal" en 1998, con la intención de que participaría en la reconciliación somalí que tuviera lugar para formar un nuevo gobierno central.
En 1998 tuvo lugar un segundo movimiento con la declaración del Estado de Jubalandia en el sur.
En 1999 se autoproclamó una tercera entidad bajo el liderazgo del Ejército de Resistencia Rahanweyn (RRA), en términos similares a los de Puntlandia. Esta secesión "temporal" fue confirmada en el 2002, lo que condujo a la autonomía de "Somalia del Sur oeste". El RRA en 1999 inicialmente había organizado una administración autónoma sobre las regiones de la Bahía de Somalia y Bakool, de la zona sur y central de Somalia. El territorio de Jubalandia declaró que abarcaba el territorio del Estado de Somalia del Sudoeste; su estado es incierto.
En el 2006 se proclamó un cuarto estado denominado Galmudug, como respuesta al poder en aumento de la Unión de Tribunales Islámicos.
Si bien Somalilandia es reconocida internacional y legalmente como una región autónoma dentro de la República de Somalia, su gobierno tiene por objetivo alcanzar la plena independencia de Somalia.
Durante este período también se produjeron varios intentos de reconciliación con distintos grados de facultad. Movimientos tales como el Transitional National Government (TNG) intraclanes y el Somalia Reconciliation and Restoration Council (SRRC) dieron lugar finalmente a la fundación en noviembre del 2004 del Gobierno Federal de Transición (TFG). Sin embargo, la violencia estimulada por los clanes y los caudillos de la guerra continuó durante este período y los denominados movimientos de gobierno nacionales tuvieron un escaso control sobre los eventos que se desarrollaban en el país.

## Auge y caída de la Unión de Tribunales Islámicos (UTI), nuevas intervenciones extranjeras y el Gobierno Transicional de Somalia (2006-2009)
Se formó un primer Gobierno Nacional de Transición de Somalia en abril de 2000 en la Somalia National Peace Conference (SNPC) llevada a cabo en Djibuti. En el año 2004, se fundó el Gobierno Federal de Transición de Somalia (GTS) en Nairobi, Kenia, como sustituto del anterior. La situación en Somalia era aún demasiado caótica como para convocar en Mogadiscio. A principios de 2006, el GTS se trasladó a una sede permanente en Baidoa. 
A principios del año 2006, la Alianza para la Restauración de la Paz y Contraterrorismo fue formada como una alianza compuesta en mayor parte de señores de la guerra seculares de raíz mogadiscia. Esta alianza se oponía al auge de la UTI orientada por la ley Sharia, quienes habían rápidamente consolidado su poder. La Alianza fue respaldada por fondos de la CIA estadounidense. Esto llevó a una escalada de conflictos en la capital. 

### Auge del poder de la UTI
Hacia junio del año 2006, la UTI logró capturar la capital, Mogadisco, en la Segunda Batalla de Mogadiscio. Lograron sacar a la Alianza para la Restauración de la Paz y Contraterrorismo de Mogadiscio y lograron persuadir o forzar a otros señores de la guerra para que uniesen su facción. Su poder se incrementó mientras se expandían hacia los bordes de Puntlandia y Jubalandia. 
El creciente poder y militancia del movimiento islámico desembocó en una guerra abierta entre los islamistas y las otras facciones de Somalia, incluyendo al Gobierno Transicional de Somalia (GTS), Puntlandia y Galmudug. Este último fue creado específicamente como un estado autónomo para apoyar las fuerzas seculares de Somalia. La UTI supuestamente obtuvo el apoyo del rival de Etiopía, Eritrea, y los muyahidín extranjeros, y declaró la Jihad en contra de Etiopía en respuesta a la ocupación de Gedo y el despliegue militar alrededor de Baidoa.

### Intervención etíope y derrumbe de la UTI
En diciembre de 2006, la UTI y el GTS comenzaron la Batalla de Baidoa. También estallaron luchas alrededor de la ciudad somalí de Bandiradley en Mudug y Beledweyn en la región de Hiran. La UTI intentó forzar a los etíopes a abandonar tierras somalíes. Sin embargo, fueron derrotados en las principales batallas y obligados a retirarse a Mogadiscio. Después de la breve acción final en la Batalla de Jowhar el 27 de diciembre, los líderes de la UTI dimitieron.
Posteriormente a la Batalla de Jilib, librada el 31 de diciembre de 2006, Kismayo cayó ante el GTS y las fuerzas etíopes, el 1 de enero de 2007. El primer ministro Ali Mohammed Ghedi hizo un llamamiento para que el país comenzara su desarme.

### Intervención estadounidense
En enero de 2007, los Estados Unidos intervinieron militarmente en el país por primera vez desde el despliegue de las Naciones Unidas en los años 1990 al bombardear posiciones islamistas en Ras Kamboni usando aviones AC-130, como parte de un esfuerzo por capturar o matar operativos de Al-Qaeda que se encontraban supuestamente infliltrados con fuerzas de la UTI. Reportes sin confirmar también indicaban que consultores estadounidenses habían estado presentes en el terreno con fuerzas Somalíes y Etíopes desde el principio de la guerra. Fuerzas navales también fueron desplegadas para evitar escapes por el mar, y la frontera con Kenia fue cerrada.

### Insurgencia islamista y reaparición de luchas entre clanes
Si bien el UTI fue sacado del campo de batalla, sus tropas se dispersaron y comenzaron una guerra de guerrillas en contra de las fuerzas del GTS y etíopes. Al mismo tiempo, el final de la guerra fue seguido por la continuación de conflictos tribales preexistentes.
Para ayudar a estabilizar la seguridad, una propuesta Misión de la Unión Africana en Somalia (AMISOM en inglés) fue autorizada para desplegar aproximadamente 8,000 fuerzas de paz en el país. Esta misión amplió las naciones que podían participar en relación con la primera misión propuesta por las naciones del Cuerno de África de la Autoridad Intergubernamental para el Desarrollo. El grupo Islamista que lidera la insurgencia, conocido como Al-Shabaab, ha jurado oponerse a la presencia de tropas extranjeras.

## Guerra en Somalia (2009-presente)

Curso de la guerra hacia el 16 de Septembre de 2024.
Bajo control del Gobierno de Somalia
Bajo control de Al-Shabbaab
Bajo control de Somalilandia

En diciembre de 2008, las fuerzas etíopes se retiraron de Somalia, dejando atrás un contingente de varios miles de soldados de la Unión Africana para tratar de ayudar al frágil gobierno de coalición y sus tropas a hacer cumplir con su autoridad. Luego del retiro de las tropas etíopes de Somalia, la parte sur del país rápidamente cayó en manos de islamistas radicales rebeldes. Los rebeldes rápidamente expulsaron a las tropas del gobierno y de la UA en varias provincias claves, estableciendo la ley sharia en las áreas bajo su control. El 7 de mayo de 2009, los rebeldes atacaron la ciudad capital de Mogadiscio, capturando gran parte de la ciudad pero sin poder derrocar al gobierno, el cual mantuvo el control de unos cuantos kilómetros cuadrados de la ciudad.
El exsecretario General de las Naciones Unidas, Boutros Boutros Ghali y Ahmedou Ould Abdallah, el enviado especial de las Naciones Unidas a Somalia, se han referido a la matanza de civiles en la Guerra Civil Somalí como un "genocidio", y la Genocide Intervention Network incluye a Somalia como una zona de preocupación.
En octubre de 2011, en una operación militar coordinada con el ejército somalí, tropas de Kenia cruzaron la frontera sur con Somalia, persiguiendo a milicianos de Al-Shabaab que habían sido acusados de raptar a varios turistas y trabajadores extranjeros dentro de Kenia. Se reportó que la incursión fue promovida por el ministro de defensa keniano, Mohamed Yusuf Haji, quien es de etnia somalí.
Pese al rol activo del ejército de Kenia en la operación, un portavoz del Gobierno Federal de Transición de Somalia indicó que las tropas kenianas estaban tan solo otorgando apoyo "logístico y moral" y que los oficiales militares somalíes estaban combatiendo a las milicias islámicas en forma activa.
A lo largo de enero se sucedieron distintos combates en Mogadiscio entre milicianos de Al-Shabaab y las fuerzas gubernamentales y de la Unión Africana.
Luego de lograr el control definitivo de Mogadiscio y sus alrededores, tropas del gobierno y de la AMISOM lograron capturar gran parte del sur del país luego de una fuerte ofensiva coordinada por las fuerzas pro gubernamentales, lo que se tradujo en la pérdida cada vez mayor de territorios que se encontraban en manos de los insurrectos. El 30 de septiembre de 2012, el bastión más importante en manos de Al-Shabaab, la ciudad de Kismaayo, fue recuperado por el gobierno somalí.
En el año 2014, las Fuerzas Armadas de Somalia y las fuerzas de la AMISOM lanzaron una ofensiva denominada "Operación Océano Índico". Producto de esta ofensiva militar, las fuerzas federales en conjunto con las de la Unión Africana se hicieron del control de importantes localidades tales como Qoryooley, Bulo Burde, Jalalaqsi, Cadale y Barawe.
El 15 de diciembre de 2018 hubo manifestaciones en la ciudad de Baidoa de simpatizantes de Mukhtar Rowbow, candidato presidencial que había sido detenido dos días antes por las fuerzas gubernamentales y trasladado a Mogadiscio. Rowbow era un alto miembro de al-Shabaab. La AMISOM anunció que sus fuerzas no ayudaron en el arresto de Rowbow ni en su traslado a Mogadiscio.
Desde principios de 2020, los investigadores humanitarios y el personal médico local se preocuparon cada vez más de que la pandemia de COVID-19 pudiera ser catastrófica para los somalíes, debido al daño que la guerra civil ha causado en la atención médica de Somalia y la débil provisión desde la década de 1980. El 25 de noviembre de 2020, se informó que un oficial de la CIA había sido asesinado en Somalia. La muerte se produjo cuando la administración estadounidense de Donald Trump estaba haciendo planes para retirar más de 600 soldados de Somalia.
El presidente Donald Trump ordenó al Departamento de Defensa que retirara la mayoría de las 700 tropas estadounidenses en Somalia (muchas del Comando de Operaciones Especiales de África) en diciembre de 2020.
Cuando expiró el mandato del presidente Mohamed Abdullahi Mohamed en febrero de 2021, no se habían fijado fechas para la elección de un sucesor. Posteriormente, estallaron diferentes combates en Mogadiscio. Esta lucha continuó hasta mayo de 2021, cuando el gobierno y la oposición acordaron celebrar elecciones dentro de los 60 días, luego de más negociaciones, la elección presidencial fue programada para el 10 de octubre del 2021.

## Temas relacionados
- Anexo:Facciones de la Guerra Civil Somalí
- Segunda Batalla de Mogadiscio
- Guerra de Somalia (2006-2009)
- Batalla de Mogadiscio